# Janique Johnson
Janique Johnson (* 1991 in Washington, D.C.) ist eine deutsch-US-amerikanische Moderatorin.

## Werdegang
Nach ihrem Abitur absolvierte Janique Johnson „TV-/Radiomoderation und Journalismus“ an der WAM Medienakademie Dortmund mit Abschluss 2013. Daraufhin folgte ein verkürztes Volontariat bei Energy Hamburg, woraufhin sie dort 2015 übernommen wurde. Sie wechselte schließlich für eineinhalb Jahre zu Energy Bremen. Ab Oktober 2019 fungierte Johnson als Redakteurin bei RTL, zwei Jahre darauf folgte die Funktion der Moderation. Seit April 2021 moderiert sie unter anderem die RTL Zwei News. Seit Mai 2022 moderiert sie das Wetter bei RTL Punkt 6/7/8. Anfang 2023 belegte sie den 3. Platz beim RTL Turmspringen im Synchron mit Laura Dahm. Im März 2024 hatte Janique Johnson einen Cameo-Auftritt in Die Passion bei RTL. 

## Sendungen (Auswahl)
- Punkt 6
- RTL Zwei News
- Let’s Dance Social Media Host
- RTL Turmspringen